# لیو سا
لیو سا (انگلیسی: Liu Sa؛ زادهٔ ۱۱ ژوئیهٔ ۱۹۸۷) بازیکن فوتبال اهل چین است.